# Leskea catenularia
Leskea catenularia är en bladmossart som beskrevs av Brotherus 1907. Leskea catenularia ingår i släktet Leskea och familjen Leskeaceae. Inga underarter finns listade i Catalogue of Life.